# The Sabbath Stones
The Sabbath Stones — альбом-компиляция британской хэви-метал-группы Black Sabbath, вышедший в 1996 году, и последний диск, выпущенный на лейбле I.R.S. Records.

## Информация об альбоме
Диск представляет собой сборник песен, выпущенных музыкантами за период с 1983 по 1995 годы. Никогда не был издан в США и Канаде.
The Sabbath Stones был создан исключительно для выполнения условий контракта Тони Айомми с компанией I.R.S. Records. Буклет содержит короткую историю группы, содержащую ряд ошибок. Ещё одна ошибка — неправильное написание имени Винни Апписи на обложке альбома (Vinnie вместо Vinny).
Время, охватываемое альбомом, — так называемая «третья эпоха» в творчестве Black Sabbath, когда музыканты в группе сменяли один другого.
Версия песни «Headless Cross», записанная на этом альбоме, начинается с последних нескольких секунд песни «The Gates of Hell».

## Список композиций
1. Headless Cross с альбома Headless Cross
2. When Death Calls с альбома Headless Cross
3. Devil And Daughter с альбома Headless Cross
4. The Sabbath Stones с альбома Tyr
5. The Battle Of Tyr с альбома Tyr
6. Odin’s Court с альбома Tyr
7. Valhalla с альбома Tyr
8. TV Crimes с альбома Dehumanizer
9. Virtual Death с альбома Cross Purposes
10. Evil Eye с альбома Cross Purposes
11. Kiss Of Death с альбома Forbidden
12. Guilty As Hell с альбома Forbidden
13. Loser Gets It All с альбома Forbidden — японская редакция
14. Disturbing The Priest с альбома Born Again
15. Heart Like A Wheel с альбома Seventh Star
16. The Shining с альбома The Eternal Idol